# ダニーロ・フェルナンデス・バチスタ
ダニーロ・フェルナンデス・バチスタ（ポルトガル語: Danilo Fernandes Batista、1988年4月3日 - ）は、ブラジル・グアルーリョス出身のサッカー選手。カンピオナート・ブラジレイロ・セリエA・ECバイーア所属。ポジションはGK。

## 代表
2017年1月25日、コロンビア代表との親善試合に初招集されたが、出場は無かった。